# Campus Loyola
Ne doit pas être confondu avec Loyola College.
Le campus Loyola est le campus de l'Université Concordia situé dans le quartier Notre-Dame-de-Grâce à Montréal. Il est formé en 1974 lorsque l'ancienne collège jésuite Loyola College (en) et Sir George Williams University (en) au centre-ville sont fusionnés pour créer l'Université Concordia.

## Histoire
Le Collège Loyola consistait à l’origine, en 1888, la branche anglaise du Collège Sainte-Marie de Montréal. 
Devenue une institution indépendante en 1896, Loyola est constituée en collège par le gouvernement du Québec pour offrir des cours principalement en anglais. Dirigés par le père Gregory O'Bryan, les jésuites acquièrent 42 acres (17 hectares) de terres agricoles d'Arthur Décarie en 1900. La propriété reste agricole pendant plus d'une décennie alors que des fonds sont amassés pour la construction.
En 1912, il n'y a plus assez de place dans l'École Tucker sur la rue Drummond et les jésuites commencent à transformer la « ferme Loyola » en campus. Le père Thomas J. MacMahon, le nouveau recteur, veut des bâtiments inspirés des grandes universités anglaises, c'est pourquoi les structures d'origine ont un tel caractère d'Oxford.
Trois bâtiments scolaires originaux sur le campus sont achevés en 1913 dans le style néo-Tudor, conçu par Frank Peden, Thomas McLaren et W. J. Murray.
La ville de Montréal  identifie le campus comme immeuble de valeur patrimoniale exceptionnelle, situé dans un secteur de valeur patrimoniale exceptionnelle du Collège Loyola.

## Bâtiments modernes
C'est le site du stade Concordia.